# Thoracocharax stellatus
Thoracocharax stellatus är en fiskart som först beskrevs av Kner, 1858.  Thoracocharax stellatus ingår i släktet Thoracocharax och familjen Gasteropelecidae. Inga underarter finns listade i Catalogue of Life.